# Post Office Protocol
Post Office Protocol (Поштовий Офісний Протокол) — це протокол, що використовується клієнтом для доступу до повідомлень електронної пошти на сервері.
POP — це стандартний протокол для отримання пошти з віддалених серверів на локальний клієнт. Остання версія протоколу — третя. POP3 дозволяє клієнтові мати вибірковий доступ до повідомлень на сервері. За своєю функціональністю POP є набагато біднішим за IMAP протокол, не надаючи клієнту інтерфейсу з маніпулювання папками на сервері, вибірковим отриманням частин повідомлення чи можливості завантаження заголовків листів.
За замовчуванням POP завантажує відкриті користувачем електронні листи та видаляє їх із сервера. Він також забезпечує масове надсилання, зберігання та видалення повідомлень.
POP3 протокол за замовчуванням працює на 110 порту TCP. Шифрований Secure POP3 (SSL-POP) працює на 995 порту TCP.

## Відмінність між POP3 та IMAP

### IMAP
- отримані листи зберігаються на сервері
- надіслані повідомлення зберігаються на сервері
- повідомлення можна синхронізувати та отримати доступ до них на кількох пристроях

### POP3
- електронні листи зберігаються на одному пристрої
- надіслані повідомлення зберігаються на одному пристрої
- до листів можна отримати доступ лише з одного пристрою
- щоб зберігати повідомлення на сервері, необхідно увімкнути параметр «Зберігати електронну пошту на сервері», інакше всі повідомлення буде видалено з сервера після завантаження їх додатком[3].

## Історія
Перша версія (POP1) була описана в специфікації RFC 918 1984 року. Наступна версія, POP2, — у RFC 937 1985-го року.
POP3 — це найбільш популярна версія протоколу. Вона виникла згідно опису RFC 1081 1988 року. Найновішою специфікацією протоколу є RFC 1939, оновлена механізмом розширення (RFC 2449) та механізмом аутентифікації в RFC 1734. Саме третя версія з оновленнями дозволила запровадити ряд нових можливостей POP, таких як Pine, POPmail та інших поштових клієнтів.
Хоча оригінальна специфікація POP3 підтримувала лише незашифрований механізм входу користувача за паролем або контроль доступу Berkeley .rhosts, сучасний POP3 підтримує кілька методів аутентифікації для різного рівня захисту електронної пошти. Більшість забезпечується механізмами розширення POP3. Клієнти POP3 підтримують методи аутентифікації SASL через розширення AUTH.
Проєкт MIT «Athena» розробив версію Kerberized. Тим часом спеціфикація RFC 1460 ввела APOP до основного протоколу. APOP — це протокол виклику/відповіді, який використовує хеш-функцію MD5, щоб підвищити рівень захисту.
Клієнти, що підтримують APOP: Mozilla Thunderbird, Opera Mail, Eudora, KMail, Novell Evolution, RimArts 'Becky!, Windows Live Mail, PowerMail, Apple Mail та Mutt.

POP4 існує лише як неформальна пропозиція щодо розвитку протоколу. Вона додає базове управління папками, підтримку багаточастинних повідомлень, а також управління мітками повідомлень, щоб конкурувати з IMAP; проте, цю версію не оновлювали з 2003 року.